# Mid Wales South League
Mid Wales South League là một giải bóng đá thành lập năm 1962, gồm 14 đội hầu hết từ miền Trung Wales và một vài đội từ biên giới ở Anh.  Các đội sáng lập giải gồm Brecon St John's, Felindre, Llandrindod Wells, Llanwrthwl, Llanwrtyd, Presteigne St. Andrew's, Rhayader Town và Whitton.  Felindre là đội vô địch đầu tiên.
Giải nằm ở cấp độ 5 trong Hệ thống giải bóng đá Wales. Các đội bóng có thể thăng hạng Mid Wales Football League nếu tiêu chuẩn và cơ sở vật chất phù hợp với quy định của Mid Wales League. Không có giải đấu ở dưới cấp của South League.
Giải đấu thỉnh thoảng được viết thành Mid-Wales League (South).

## Câu lạc bộ mùa giải 2014-15[2]
- Brecon Northcote
- Builth Wells Dự bị
- Carno Dự bị
- Hay St Marys Dự bị
- Knighton Town Dự bị
- Llandrindod Wells Dự bị
- Llanidloes Dự bị
- Newcastle
- Presteigne St. Andrew's Dự bị
- Radnor Valley
- Rhayader Town Dự bị
- Sennybridge
- St. Harmon
- Talgarth Town Dự bị